# L'assassinat de Mac Kinley
L'assassinat de Mac Kinley è un cortometraggio del 1902 diretto da Ferdinand Zecca.